# Pan i pani Smith (serial telewizyjny 1996)
Pan i pani Smith (ang. Mr. & Mrs. Smith) – amerykański serial sensacyjny zrealizowany w 1996 r.

## O filmie
Dwoje tajnych agentów, udając małżeństwo, wykonuje misje zlecone przez agencję rządową. Nie wiedzą nic o sobie – ale razem skutecznie współpracują, rozwiązując kolejne zagadki i tajne zadania.

## Obsada
- Scott Bakula – pan Smith (wszystkie 13 odcinków)[1]
- Roy Dotrice – pan Big (12 odcinków)
- Maria Bello – pani Smith (13 odcinków)
- Aida Turturro – Rox (2 odcinki)
- Leslie Jordan – Earl Borden (gościnnie)
- Mio R. Jakula – Crewman (gościnnie)
- Kelly Hu – panna Jones (gościnnie)
- Hubert Hodgin – urzędnik (gościnnie)
- Benny S. Cannon – urzędnik (gościnnie)
- Carl Gilliard – Carpool (gościnnie)
- Jerry Giles – Cal Novak (gościnnie)
- Linda Gehringer – Fran McKerry (gościnnie)
- Steven Ford – Frank Parker (gościnnie)
- Johnny 'Sugarbear' Willis – Frank (gościnnie)
- Ron Sarchian – zbir
- Timothy Olyphant – Scooby
- Timothy Omundson – Craig Thompson
- Carmen Argenziano – Elias Stone
- John Getz – Karl Hansen
- Ramy Zada – J.P. Kousakis
- Jim Antonio – płk. Bud Thompson
- Jeff Conaway – Rich Edwards
- Julia Miller – Jeannine Lefevre
- Savannah Smith Boucher – Mitzy
- John Vargas – Antunez
- Wally Dalton – strażnik
- Roger Hewlett – Gene Sharp
- Al Sapienza – Joe Johnson